# Спорт на тимчасово окупованих територіях України
Стаття описує спортивні активності на тимчасово окупованих територіях України. Частина цієї території анексована Російською Федерацією (АРК, Севастополь), тому спортивною активністю там російські державні структури опікуються безпосередньо. На окремих територіях Луганської та Донецької областей організацією спортивних заходів намагаються займатися співробітники спортивних підрозділів окупаційних адміністрацій ЛНР та ДНР, відповідно.
Україна не визнає спортивні заходи на непідконтрольних їй територіях, тому спортсмени, які брали участь у них, імовірно не зможуть у майбутньому виступати за збірну України[джерело?].

## Турніри
Незважаючи на невизнаність псевдодержавних терористичних утворень, в ДНР і ЛНР проводять так звані чемпіонати, в яких беруть участь зазвичай гравці колишніх українських другорядних клубів.
|                | Наша позиція наступна: Жоден з гравців, які грали за «збірну ЛНР», не будуть брати участь у матчах чемпіонату України. Це наша жорстка позиція. Ми поставили на контроль усіх гравців, які грали за «збірну ЛНР». Ми перевіряємо всі заявки |
| — Ігор Кочетов | |

|                                                | Частина спортсменів, зрозуміло, залишилася в зоні АТО. Але якщо ці люди виступали в якихось псевдозмаганнях, які проводили так звані ДНР і ЛНР, то, думаю, такі люди залучатися до національної збірної не будуть, тому що, крім суто спортивних, є і патріотичні речі |
| — Міністр молоді та спорту України Ігор Жданов | |

## Автономна Республіка Крим і Севастополь

### Футбол

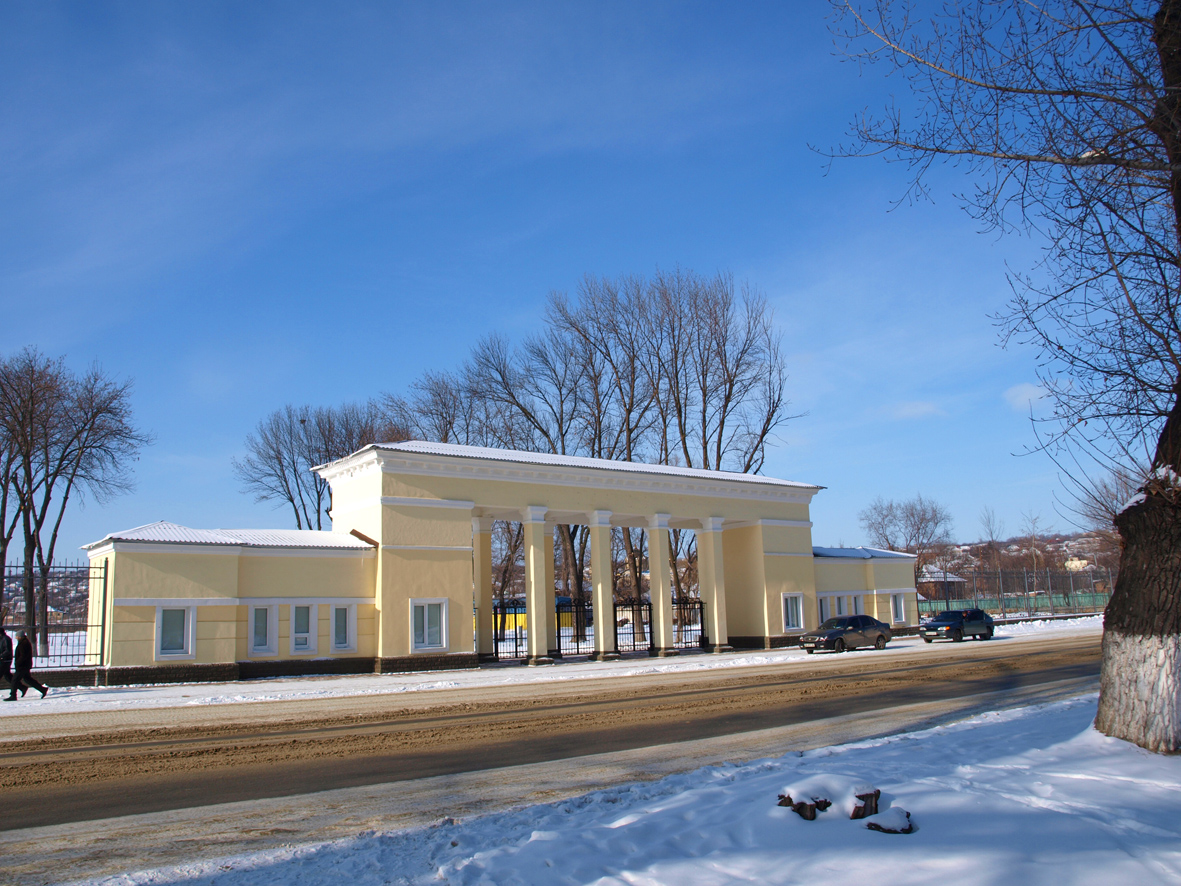
Стадіон імені Леніна у Луганську

Відповідно до рішення виконавчого комітету УЄФА від 4 грудня 2014 року, футбольним клубам Криму заборонено виступати у змаганнях під егідою Російського футбольного союзу, натомість їм дозволено проводити власну першість. Для розвитку місцевого футболу європейська федерація виділяє гроші на кримські дитячо-юнацькі команди. Так, після робочої зустрічі в березні 2017 року в штаб-квартирі УЄФА президент Кримського футбольного союзу Юрій Ветоха повідомив, що ця організація отримає 1 мільйон євро для розвитку футболу на півострові.
Від сезону 2015/16 у Криму проводять футбольні змагання у двох лігах: прем'єр-лізі (для найсильніших команд) та відкритій лізі.
У листопаді 2016 року Кримський футбольний союз повідомив про створення збірної Криму з футболу.

## Луганська область
Керівниками ЛНР було створено «Міністерство у справах сім'ї, молоді, спорту та туризму», метою якого є контроль над усіма спортивними подіями на території що контролюються озброєними формуваннями ЛНР.

### Футбол
У зв'язку з російською збройною агресією на Донбасі у 2014 році вперше не було проведено чемпіонату Луганської області.

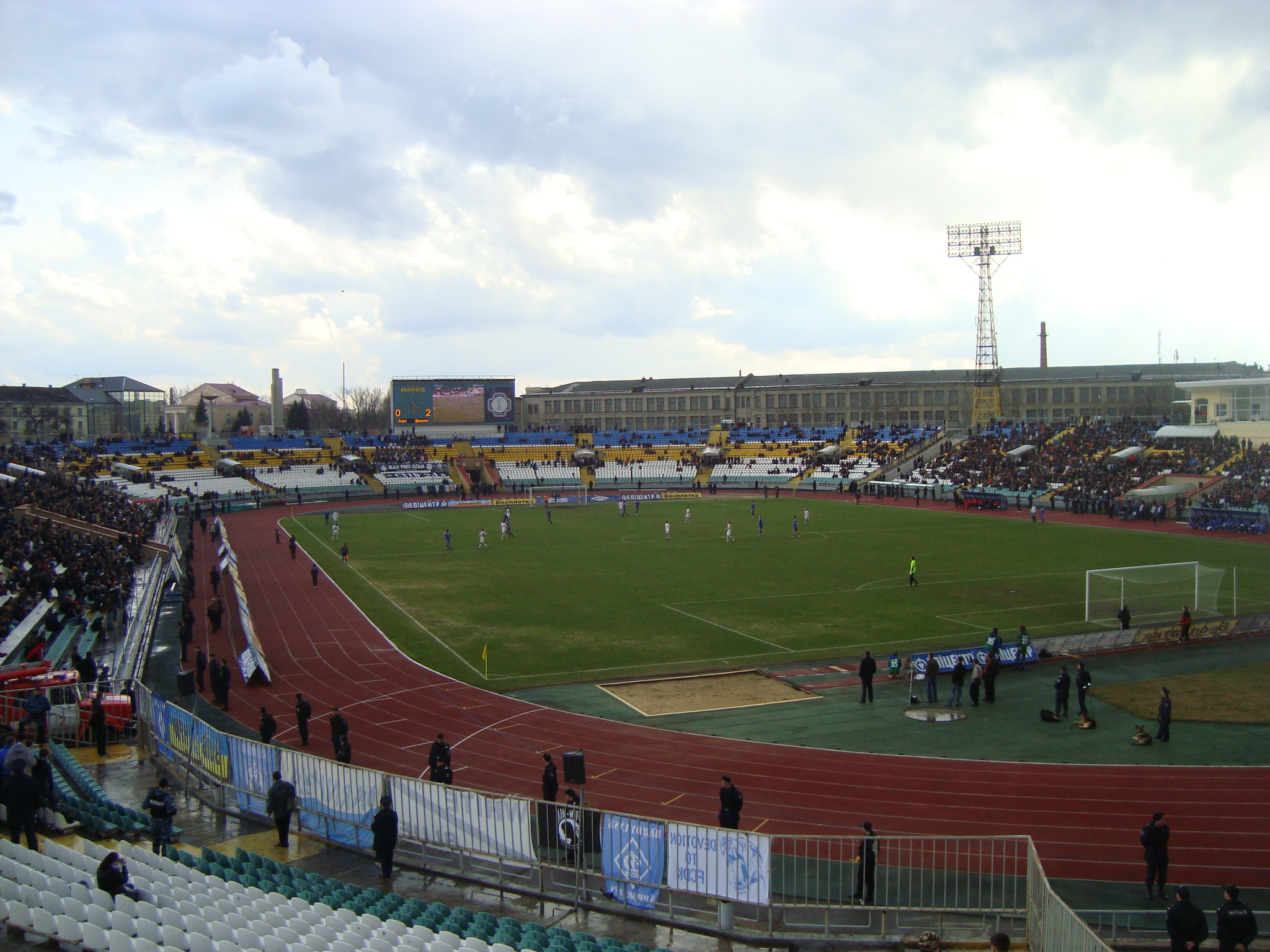
Найбільший стадіон Луганська «Авангард». Був пошкоджений внаслідок бойових дій.

4 жовтня 2014 року ЛНР було створено «Луганський футбольний союз». Станом на кінець грудня 2014 року його «генеральним директором» себе називав Юрій Малигін. Для проголошення «футбольного союзу» ЛНРівцями було проведено збори, в яких взяли участь як співробітники ЛНР (Олег Акімов) так й декілька осіб, близьких до спортивної сфери, які симпатизують ЛНР: заслужений тренер України Владислав Глухарєв, президент Асоціації спортивної громадськості Луганської області Павло Войков, Олександр Журавльов, заслужений тренер України Валерій Галустов, Віталій Рудницький. «Президентом» новоствореного «союзу» став Маноліс Пілавов. Завданням нової структури було названо проведення чемпіонату і кубку ЛНР, та створення «збірної ЛНР». [джерело?]
Відповідно до заяв Юрія Малигіна на сайті Novorossia.su, до кінця 2014 р. під егідою очолюваного ним «союзу» було проведено чотири республіканських турніри серед дітей та юнаків. Наприкінці грудня 2014 закінчився новорічний «турнір ЛНР», до цього турнір провели у Лутугиному. Він також заявив що існує «молодіжна збірна ЛНР», яка почала проводити товариські матчі під керівництвом Анатолія Куксова.

#### Чемпіонат ЛНР 2015
Перший такий турнір на територіях під контролем ЛНР тривав від 6 червня до 17 жовтня 2015 року.
У чотириколовому турнірі взяло участь 6 команд: СК «Зоря-Сталь» (Луганськ), «Гірник» (Ровеньки), ФК «Краснодон», ЛДУ, «Шахтар» шахтоуправління «Червонопартизанське» (Свердловськ (нині Довжанськ), «Шахтар» (Красний Луч). Першість розпочалася 6 червня і тривала до 24 листопада. 11 липня гру чемпіонату вперше показали в прямому ефірі — матч лідера, «Зорі–Сталь», проти ЛДУ транслював «Перший республіканський канал».
Упевнену перемогу в першості задовго до фінішу забезпечив собі) колектив «Зоря-Сталь» (Луганськ), який у 20 матчах здобув 17 перемог, а єдиної поразки зазнав уже в останньому турі. Найкращим бомбардиром став вихованець луганського спортінтернату 20-річний Іван Бабенко, який забив 13 голів.
Турнірна таблиця
| М  | Команда                                                      | Пм | Н | Пр | ЗМ | ПМ | РМ  | О  |
| -- | ------------------------------------------------------------ | -- | - | -- | -- | -- | --- | -- |
| 1. | СК «Зоря-Сталь» (Луганськ)                                   | 17 | 2 | 1  | 71 | 18 | 53  | 53 |
| 2. | «Гірник» (Ровеньки)                                          | 10 | 5 | 5  | 54 | 35 | 19  | 35 |
| 3. | ФК «Краснодон»                                               | 11 | 2 | 7  | 37 | 28 | 9   | 35 |
| 4. | ЛДУ (Луганськ)                                               | 6  | 4 | 10 | 34 | 46 | -12 | 22 |
| 5. | «Шахтар» шахтоуправління «Червонопартизанське» (Свердловськ) | 5  | 3 | 12 | 27 | 56 | -26 | 17 |
| 6. | «Шахтар» (Красний Луч)                                       | 2  | 3 | 15 | 23 | 63 | -40 | 9  |

Примітки: анульовані результати «Краснодон» — «Шахтар» (Красний Луч) — 1:1 (участь у матчі незаявленого за «Шахтар» гравця) і «Краснодон» — «Шахтар» (Свердловськ) — 0:0 (участь у матчі незаявлених за «Шахтар» гравців). В обох поєдинках «Краснодону» присуджено технічну перемогу з рахунком 3:0.
Бомбардири
Найбільше разів відзначилися:
1. Іван Бабенко (СК «Зоря-Сталь») — 13 м'ячів
2. С. Гусейнов (СК «Зоря-Сталь») — 11
3. І. Сомов («Гірник») — 10
4. Є. Ашихмін («Шахтар» Кр. Луч), Олександр Смєлик («Краснодон»), В. Хорунжий (СК «Зоря-Сталь»), Ю. Целих (СК «Зоря-Сталь») і Данаєв (СК «Зоря-Сталь») — по 7 м'ячів

Огляд
- Александр Краснокутский, Юлиан Шкиров. Чемпионат ЛНР. Итоги сезона 2015 (football.lg.ua) (рос.)

#### Чемпіонат ЛНР 2016
Другий чемпіонат ЛНР тривав від 21 травня до 15 жовтня 2016 року, в ньому взяли участь 8 команд.
Схема розіграшу: двоколовий турнір, потім команди розбиваються на дві групи. Одна проводить двоколовий турнір за 1-4-те місця, інша — за 5-8-ме місця. Учасники: «Арагац» (Луганськ), ФК «Брянка», «Далівець» (Луганськ), «Гірник» ТО ПРВП (Ровеньки), ФК «Стаханов», ЦСКА НМ (Перевальський район), «Шахтар» (Красний Луч), «Шахтар» (Свердловськ (нині Довжанськ).
У вересні визначилися команди, що боротимуться за 1-4-те та 5-8-ме місця. Квартет лідерів: ЦСКА НМ (Перевальский р-н) — «Далівець» (Луганськ), «Гірник» (Ровеньки), «Спартак» (раніше «Арагац» Луганськ), ЦСКА НМ (Перевальський район). Друга четвірка: «Шахтар» (Свердловськ), ФК «Брянка», «Шахтар» (Красний Луч) і ФК «Стаханов».
Турнірна таблиця
| М              | Команда                       | Пм | Н | Пр | ЗМ | ПМ | О  |
| -------------- | ----------------------------- | -- | - | -- | -- | -- | -- |
| 1.             | «Далівець» (Луганськ)         | 15 | 3 | 2  | 59 | 20 | 48 |
| 2.             | «Спартак» (Луганськ)          | 12 | 2 | 6  | 56 | 34 | 38 |
| 3.             | «Гірник» (Ровеньки)           | 11 | 1 | 8  | 42 | 29 | 35 |
| 4.             | ЦСКА НМ (Перевальський район) | 8  | 2 | 10 | 58 | 47 | 26 |
| За 5-8-е місця |                               |    |   |    |    |    |    |
| 5.             | «Шахтар» (Свердловськ)        | 9  | 4 | 7  | 48 | 31 | 31 |
| 6.             | ФК «Брянка»                   | 7  | 1 | 12 | 21 | 59 | 22 |
| 7.             | «Шахтар» (Красний Луч)        | 5  | 2 | 12 | 25 | 52 | 17 |
| 8.             | ФК «Стаханов»                 | 4  | 3 | 13 | 25 | 62 | 15 |

Бомбардири
Найбільше разів відзначилися:
1. Олександр Саванчук (ЦСКА НМ, «Спартак») — 19 м'ячів
2. Сергій Півненко («Спартак») — 13
3-4. Руслан Мададов («Далівець»), Євген Альохін («Шахтар» С) — по 11
5-6. Олександр Майборода («Далівець»), Максим Слюсар («Спартак») — по 10 м'ячів

#### Кубок ЛНР
За повідомленням співробітників ЛНР, на територіях, підконтрольних цій організації, у травні 2015 року було проведено змагання кількох футбольних команд під назвою «Кубок ЛНР». Повідомлялося що в цьому змаганні взяли участь шість футбольних команд, які на першій стадії зіграли у таких парах: «Гірник» (Ровеньки) — ВУФКС (Луганськ) (5;2), ФК «Стаханов» — СК «Зоря» (Луганськ) та Краснодон — ЛДУ (Луганськ) (0:0, 1:3 пен.). Проте пізніше, в півфіналі, з'явилася ще одна команда — «Партизан» з міста Свердловськ, нині Довжанськ. У фіналі 26 травня грали «Зоря» з Луганська та «Шахтар» зі Свердловська, перемогла перша команда з рахунком 6:1.

#### Збірна ЛНР
Співробітниками ЛНР на початку 2015 року було створено футбольну команду під назвою «збірна ЛНР».
19 березня 2015 «збірна ЛНР» зіграла проти «збірної Абхазії», програвши 0:1. Комплектувалась «збірна» здебільшого з колишніх українських гравців, що раніше виступали в нижчолігових клубах Луганщини, а з 2015 року стали грати в так званому «чемпіонаті ЛНР». В цьому першому матчі зіграли воротарі Андрій Комарицький (без клубу)), захисники Олександр Малигін (без клубу), Олександр Ханін («Зоря» (Луганськ)), Олександр Яскович («Зоря» (Луганськ)), Віталій Брянцев («Зоря» (Луганськ)), Андрій Колісниченко (Гірник (Ровеньки)), Антон Івашкевич (СДЮШОР «Україна» (Луганськ)), півзахисники Андрій Мартинов («Зоря» (Луганськ)), Віталій Хорунжий («Зоря» (Луганськ)), Роман Мінєєв (Гірник (Ровеньки)), Олександр Олійник (Гірник (Ровеньки)), Вадим Тарасов («Зоря» (Луганськ)) Андрій Галушкін (ФК «Попасна») та Олександр Андрющук («Зоря» (Луганськ)) і нападники Микита Кислий («Зоря» (Луганськ)) та Артем Бабенко (ФК «Рубіжне»). Єдиними гравцями, що до цього виступали у елітному дивізіоні України були Андрій Комарицький та Олександр Малигін. Також один матч у Прем'єр-лізі провів Микита Кислий.
8 серпня 2015 збірна ЛНР провела товариський матч із новоутвореною збірною ДНР на стадіоні Металург в Донецьку. матч завершився перемогою донеччан із рахунком 4:1.. 19 вересня ці команди знову зіграли між собою. Цього разу перемогу здобула збірна ЛНР із рахунком 3:1.
Влітку 2015 року віце-президент ФФУ і голова комітету з етики та чесної гри Ігор Кочетов заявив, що гравці «збірної ЛНР» не будуть виступати в чемпіонаті України.
|                | Наша позиція наступна: Жоден з гравців, які грали за «збірну ЛНР», не будуть брати участь у матчах чемпіонату України. Це наша жорстка позиція. Ми поставили на контроль усіх гравців, які грали за «збірну ЛНР». Ми перевіряємо всі заявки |
| — Ігор Кочетов | |

Через це один з гравців першого матчу збірної ЛНР Олександр Яскович влітку 2015 року був виключений з заявки «Авангарду» (Краматорськ) на матчі Першої ліги чемпіонату України.
У 2019 році «збірна ЛНР» зіграла два матчі зі «збірною Південної Осетії». Перший матч відбувся 24 серпня на луганському стадіоні «Авангард» і завершився з рахунком 4:3 на користь «збірної ЛНР». За неї забивали Олексій Мухін, Марк Бєлавін (обидва — «Зоря-Академія» (Луганськ)), Олексій Сухарьков та Андрій Когут (обидва — «Краснодонвугілля» (Краснодон)). Друга гра пройшла 20 вересня в Цхінвалі, і в ньому перемогла «збірна Південної Осетії» (2:0). Під час обох матчів члени «збірної ЛНР» були вдягнуті в футболки з логотипами італійської фірми Givova.

### Хокей
У квітні 2015 року голова ЛНР Ігор Плотницький влаштував «показові виступи» в льодовому палаці Луганська. Плотницький заявив, що сприяння спорту, і зокрема хокею, одне із найважливіших завдань керівництва «республіки», а також розрекламував перспективи розвитку спорту в «ЛНР» для молоді. Того ж місяця ХК «Дизель» з Луганська, яка представляла ЛНР, відправилась на «Турнір у Новочеркаську до 70-річчя Великої Перемоги». «Дизель» на турнірі зайняв останнє місце зазнавши чотири розгромні поразки у чотирьох матчах — проти ХК «Сільмаш» (Ростов-на-Дону) (2:9), ХК Сталінград (Волгоград) (0:9) і ХК Єрмак (Новочеркаськ) (1:10), а також знову 2:9 в матчі за 3-тє місце проти ХК «Сільмаш» (Ростов-на-Дону).
В травні 2015 року у Льодовому палаці пройшов дитячий хокейний турнір «Золота шайба». Організаторами змагань виступили хокейний клуб «Дизель» і дитячо-юнацька спортивна школа № 2.

### Волейбол
У травні 2015 року у Луганську пройшов 15-й турнір з волейболу, присвячений пам'яті Валерія Кривова. В ігровому залі спортивного комплексу Луганського національного університету імені Тараса Шевченка (Кривов був випускником цього вишу) головний трофей — перехідний Кубок Кривова розіграли п'ять команд.
На відкритті турніру виступив друг і партнер Кривова по команді Федір Лащонов. На відкритті була присутня вдова Валерія Кривова — Валентина, волейболісти тих років: Василь Нечай, Володимир Халецький, Анатолій Назаренко, Віктор Бесхлебников, Володимир Осипов, Микола Решта і волейболістки «Іскри» 70-х років Валентина Колесник і Євгенія Назаренко.
За підсумками змагань перше місце посіла команда «Укртелеком» (Луганськ), друге — «Донбастрансгаз» (Донецьк), третє — ВУФКС (Луганськ), четверте — «Зоря» і п'яте — команда захопленого ЛНР Луганського університету ім. Т. Шевченка. У складах «Укртелекому» та «Донбастрансгазу» грали волейболісти, які у 2015 році брали участь у вищій лізі чемпіонату України. Найкращим нападником турніру визнали Романа Климаша (Луганськ), найкращим зв'язуючим — Олександра Філімонова, найстаршим гравцем став Микола Вишневський, найкращим перспективним гравцем — Віктор Іващенко.
Президентом так званої Федерації волейболу ДНР є Олег Мушенко, колишній гравець донецького «Шахтаря» та збірної України.

## Донецька область

### Футбол
У липні 2015 року створено так званий Республіканський футбольний союз ДНР, його президентом обрали колишнього гравця донецького Шахтаря Ігоря Петрова. У середині серпня 2015 організували перші змагання за так званий кубок ДНР з футболу, а в 2016 — Чемпіонат.
Оскільки жоден з цих турнірів не визнаний УЄФА і ФФУ, то переможець не отримає путівки в єврокубки. Крім того, футболісти і тренери, що брали участь у цих змаганнях, за рішенням ФФУ не мають права підписувати контракти з українськими клубами і отримувати трансферні листи для виїзду за кордон, судді — судити, а агенти, селекціонери, менеджери та інші функціонери — виконувати свої професійні обов'язки.

### Кубок
У середині серпня 2015 організовано перший так званий кубок ДНР з футболу. (18 команд; перемогла «Побєда» (рос. Победа) із Донецька) і першість Донецька.
Відвідуваність так званого Кубка ДНР була мізерною: навіть за офіційними даними місцевого футбольного союзу, які ймовірно завищені, на матчі приходило в середньому від 100 до 200 осіб.

### Чемпіонат
Проходить за системою «весна-осінь». Перший розіграш відбувся 2016 року, чемпіоном стала «Побєда» (Донецьк).
Таблиця після першого етапу:
| М  | Команда                             | Пм | Н | Пр | ЗМ | ПМ | О  |
| -- | ----------------------------------- | -- | - | -- | -- | -- | -- |
| 1. | «Побєда» (Донецьк)                  | 11 | 1 | 2  | 58 | 15 | 34 |
| 2. | «Хімік» (Горлівка)                  | 9  | 1 | 4  | 31 | 18 | 28 |
| 3. | ОД «Донєцкая Рєспубліка» (Макіївка) | 8  | 3 | 3  | 36 | 14 | 27 |
| 4. | «Моспіно-УОР» (Моспине)             | 8  | 0 | 6  | 29 | 19 | 24 |
| 5. | «Оплот Донбасса» (Донецьк)          | 7  | 3 | 4  | 34 | 15 | 24 |
| 6. | ФК «Харцизьк»                       | 3  | 1 | 10 | 14 | 35 | 10 |
| 7. | ФК «Сніжне»                         | 3  | 0 | 11 | 17 | 61 | 9  |
| 8. | «Беркут» (Макіївка)                 | 2  | 1 | 11 | 15 | 57 | 7  |

Після першого етапу перша-четверта команди визначали чемпіона, а п'ята-восьма — колектив, який покине чемпіонат. Його місце 2017 року має посісти переможець першості 2016.

##### Чемпіон
«Побєда» (Донецьк) гарантувала собі чемпіонський титул за два тури до кінця змагань. Склад переможців:
- Президент: Орловець Віталій Васильович
- Головний тренер: Ісаков Арсен Феліксович

| Позиція                   | ПІБ |
| ------------------------- | --- |
| Воротарі:                 | - Зябров Владимир 12.02.1997 - Кравченко Владимир 10.01.1986 |
| Захисники:                | - Дьяченко Станіслав 27.09.1984 - Золотар Костянтин 24.03.1994 - Нелюбов Олег 24.11.1975 - Нечепуренко Сергій 19.03.1997 - Пефтібай Олександр 19.06.1995 - Попко Валентин 14.03.1996          |
| Півзахисники:             | - Євланов Артем 18.06.1984 - Єфімов Дмитро 12.11.1984 - Іванов Іван 12.02.1988 - Козлов Дмитро 14.09.1984 - Лосников Андрій 04.08.1985 - Нікулін Денис 17.10.1994 - Синьков Максим 09.12.1997 |
| Нападники:                | - Артюх Сергій 29.07.1985 - Дорохов Данило 21.06.1995 - Комін Олександр 09.03.1978 - Станенко Віктор 31.10.1991                                                                               |
| Позиція на полі невідома: | - Ілля Віцко - Владислав Зайцев - Євген Лінд 18.08.1983 - Олег Ліскевич 07.09.1984 - Артем Тітенко - Олег Філатов 04.02.1991                                                                  |

#### Першість
Турнірна таблиця
| М  | Команда                            | Пм | Н | Пр | ЗМ | ПМ | О  |
| -- | ---------------------------------- | -- | - | -- | -- | -- | -- |
| 1. | «Антрацит» (Кіровське)             | 12 | 1 | 3  | 45 | 22 | 37 |
| 2. | ФК «Шахтарск»                      | 11 | 1 | 4  | 61 | 31 | 34 |
| 3. | ФК «Торез»                         | 10 | 1 | 5  | 53 | 37 | 31 |
| 4. | «Арсенал» (Макіївка)               | 9  | 3 | 4  | 50 | 29 | 30 |
| 5. | ФК «Макєєвка»                      | 9  | 2 | 5  | 44 | 30 | 29 |
| 6. | ФК «Єнакієво»                      | 7  | 2 | 7  | 53 | 29 | 23 |
| 7. | ФК «Іловайск»                      | 3  | 2 | 11 | 27 | 49 | 11 |
| 8. | ФК «Докучаєвск»                    | 3  | 0 | 13 | 32 | 81 | 9  |
| 9. | «Металліст» (Амвросіївський район) | 3  | 0 | 13 | 24 | 81 | 5  |

Бомбардири
1. Філатов Станіслав (ФК «Шахтарськ») — 24 м'ячі
2. Дмитришин Ігор (ФК «Єнакієве») — 21
3. Купчин Денис («Арсенал») — 17
4. Михайловський Володимир (ФК «Торез») — 15
5. Шубін Артем («Антрацит») — 14[35]